# 2.43: Seiin Kōkō danshi Volley-bu
2.43: Seiin Kōkō danshi Volley-bu (jap. 2.43 清陰高校男子バレー部 2.43: Seiin Kōkō danshi barē-bu) – seria light novel autorstwa Yukako Kabei z rysunkami Aiji Yamakawy, wydawana nakładem wydawnictwa Shūeisha od 26 lipca 2013. Tytuł odnosi się do standardowej wysokości siatki w piłce siatkowej mężczyzn, wynoszącej dokładnie 2,43 m.
Seria doczekała się również serii light novel ukazywanej pod imprintem Shūeisha Bunko, spin-offu, a także adaptacji w formie mangi i telewizyjnego serialu anime.

## Fabuła
Kimichika Haijima z powodu problemów ze swoją drużyną siatkarską z gimnazjum w Tokio przenosi się do prefektury Fukui, gdzie ponownie spotyka się z przyjacielem z dzieciństwa, Yuni Kurobą. Wspomina mu, że ma talent do siatkówki pomimo iż jest słaby na presję, ale wspólnie z Kimichiką stają się asami w swojej drużynie, którzy biorą udział w ostatnim turnieju przed ukończeniem gimnazjum. Kimichika i Yuni po dostaniu się do liceum Seiin zerwali kontakt ze sobą, ale obaj dołączają do klubu siatkówki. Wraz z uczniami drugiej i trzeciej klasy starają się, by klub siatkówki Seiin stał się wschodzącą gwiazdą w prefekturze Fukui.

## Bohaterowie

### Liceum Seiin
Yuni Kuroba (jap. 黒羽 祐仁 Kuroba Yuni)
Seiyū: Jun'ya Enoki 
Kimichika Haijima (jap. 灰島 公誓 Haijima Kimichika)
Seiyū: Kenshō Ono 
Misao Aoki (jap. 青木 操 Aoki Misao)
Seiyū: Yūichirō Umehara 
Shin'ichirō Oda (jap. 小田 伸一郎 Oda Shin'ichirō)
Seiyū: Kent Itō 
Akito Kanno (jap. 棺野 秋人 Kanno Akito)
Seiyū: Shōta Aoi 
Yūsuke Okuma (jap. 大隈 優介 Okuma Yūsuke)
Seiyū: Subaru Kimura 
Naoyasu Uchimura (jap. 内村 直泰 Uchimura Naoyasu)
Seiyū: Gakuto Kajiwara 
Kazuma Hakao (jap. 外尾 一馬 Hakao Kazuma)
Seiyū: Yū Wakabayashi 

### Liceum techniczne Fukuhachi
Subaru Mimura (jap. 三村 統 Mimura Subaru)
Seiyū: Kaito Ishikawa 
Mitsuomi Ochi (jap. 越智 光臣 Okuma Yūsuke)
Seiyū: Kōhei Amasaki 
Tomoki Kakegawa (jap. 掛川 智紀 Kakegawa Tomoki)
Seiyū: Shun Horie 
Kōhei Tokura (jap. 戸倉 工兵 Tokura Kōhei)
Seiyū: Genki Ōkawa 
Issei Asamatsu (jap. 朝松 壱成 Asamatsu Issei)
Seiyū: Kaito Takeda 
Kenta Yanome (jap. 矢野目 慶太 Yanome Kenta)
Seiyū: Shō Nogami 
Ryūdai Jinno (jap. 神野 龍大 Jinno Ryūdai)
Seiyū: Takuya Eguchi 
Yūhi Sawatari (jap. 猿渡 勇飛 Sawatari Yūhi)
Seiyū: Kento Shiraishi 
Jungo Takasugi (jap. 高杉 潤五 Takasugi Jungo)
Seiyū: Kenjirō Abekawa 

## Light novel

### Wersja główna
Pierwsza light novel została wydana 26 lipca 2013. Kolejna, stanowiąca kontynuację, pod tytułem 2.43: Seiin Kōkō danshi Volley-bu – second season (jap. 2.43 清陰高校男子バレー部 second season 2.43: Seiin Kōkō danshi barē-bu – second season) ukazała się w sprzedaży 5 czerwca 2015. Trzecia odsłona serii, 2.43: Seiin Kōkō danshi Volley-bu – Harukō-hen (jap. 2.43 清陰高校男子バレー部 春高編 2.43: Seiin Kōkō danshi barē-bu – Harukō-hen) została wydana 26 września 2018.
1 listopada 2019 poinformowano, że kontynuacja zostanie zatytułowana jako next 4 years.

### Shūeisha Bunko
Pierwszy tom wersji wydawanej pod imprintem Shūeisha Bunko zadebiutował w sprzedaży 20 marca 2015, zaś drugi - 17 kwietnia. Kolejne z nich, zatytułowane 2.43: Seiin Kōkō danshi Volley-bu – Daihyō kettei-sen-hen (jap. 2.43 清陰高校男子バレー部 代表決定戦編 2.43: Seiin Kōkō danshi barē-bu – Daihyō kettei-sen-hen) ukazały się w sprzedaży kolejno 17 listopada i 14 grudnia 2017.
28 stycznia 2021 zapowiedziano wydanie kontynuacji, zatytułowanej 2.43: Seiin Kōkō danshi Volley-bu – Harukō-hen (jap. 2.43 清陰高校男子バレー部 代表決定戦編 2.43: Seiin Kōkō danshi barē-bu – Harukō-hen), natomiast premiera dwóch tomów zaplanowana została odpowiednio na 19 lutego i 19 marca.

### Spin-off
Spin-off serii, zatytułowany Sora e no josō – Fukuhachi Kōgyōkōkō undō-bu (jap. 空への助走 福蜂工業高校運動部) został wydany 5 października 2016.

### Spis tomów
| Nr                                  | Nr tomu | Podtytuł                                     | Podtytuł                      | Data wydania        | ISBN                   |
| Nr                                  | Nr tomu | Rōmaji                                       | Kanji                         | Data wydania        | ISBN                   |
| Główne                              | Główne  | Główne                                       | Główne                        | Główne              | Główne                 |
| ----------------------------------- | ------- | -------------------------------------------- | ----------------------------- | ------------------- | ---------------------- |
| 1                                   | 1       | –                                            | –                             | 26 lipca 2013       | ISBN 978-4-08-771523-1 |
| 2                                   | 2       | second season                                | second season                 | 5 czerwca 2015      | ISBN 978-4-08-771614-6 |
| 3                                   | 3       | Harukō-hen                                   | 春高編                        | 26 września 2018    | ISBN 978-4-08-771158-5 |
| 4                                   | 4       | next 4 years                                 | next 4 years                  | –                   | –                      |
| Wydane pod imprintem Shūeisha Bunko |         |                                              |                               |                     |                        |
| 1                                   | 1       | –                                            | –                             | 20 marca 2015       | ISBN 978-4-08-745292-1 |
| 1                                   | 2       | –                                            | –                             | 17 kwietnia 2015    | ISBN 978-4-08-745306-5 |
| 2                                   | 1       | Daihyō kettei-sen-hen                        | 代表決定戦編                  | 17 listopada 2017   | ISBN 978-4-08-745660-8 |
| 2                                   | 2       | Daihyō kettei-sen-hen                        | 代表決定戦編                  | 14 grudnia 2017     | ISBN 978-4-08-745676-9 |
| 3                                   | 1       | Harukō-hen                                   | 春高編                        | 19 lutego 2021      | ISBN 978-4-08-744208-3 |
| 3                                   | 2       | Harukō-hen                                   | 春高編                        | 19 marca 2021       | ISBN 978-4-08-744218-2 |
| Spin-offy                           |         |                                              |                               |                     |                        |
| 1                                   | 1       | Sora e no josō – Fukuhachi Kōgyōkōkō undō-bu | 空への助走 福蜂工業高校運動部 | 5 października 2016 | ISBN 978-4-08-771013-7 |

## Manga
Pojedyncze rozdziały mangi powstałej na podstawie light novel ukazywały się na łamach magazynu „Cocohana” od 27 lipca 2018 do momentu przejścia serii w stan zawieszenia po opublikowaniu najnowszego rozdziału w październiku 2018.
Następnie manga doczekała się wersji tankōbon, której pierwszy tom został wydany 31 marca 2019.

## Anime
1 listopada 2019 imprint Shūeisha Bunko ogłosił, że seria otrzyma adaptację w formie telewizyjnego serialu anime. 18 czerwca 2020 podano do wiadomości główną obsadę oraz ekipę produkcyjną. Reżyserem został Yasuhiro Kimura, scenarzystą – Yōsuke Kuroda, projektantem postaci – Yūichi Takahashi, natomiast za produkcję wykonawczą anime odpowiada studio david production. Główne role zagrają: Jun'ya Enoki (Yuni Kuroba), Kenshō Ono (Kimichika Haijima), Yuichirō Umehara (Misao Aoki), Kent Itō (Shin'ichirō Oda), Shōta Aoi (Akito Kanno) oraz Subaru Kimura (Yūsuke Okuma). Poinformowano również, że premiera odbędzie się w styczniu 2021 na antenie Fuji TV w paśmie Noitamina, natomiast kolejne odcinki emitowane będą w każdy czwartek o 24.55 (czasu japońskiego JST). 5 listopada 2020 podczas konferencji prasowej stacji Fuji TV, wraz z opublikowaniem głównego zwiastuna anime oraz ujawnieniem plakatu promocyjnego ogłoszono dokładną datę premiery, datowaną na 7 stycznia 2021. 17 grudnia 2020 podano do wiadomości, że z przyczyn organizacyjnych premiera 1. odcinka została przesunięta z 24.55 na 25.40. 7 stycznia 2021 na oficjalnej stronie ogłoszono, że anime składać się będzie łącznie z 12 odcinków, które zostaną skompilowane do dwóch wydań Blu-ray i DVD. Premiera pierwszego zaplanowana została na 21 kwietnia, zaś drugiego – 23 czerwca. Ostatni odcinek został wyemitowany 25 marca o 25.35, 40 minut później niż pierwotnie planowano z powodu transmisji mistrzostw świata w łyżwiarstwie figurowym w Sztokholmie.

### Spis odcinków
| Lp. | Tytuł odcinka                                                                            | Premiera         |
| --- | ---------------------------------------------------------------------------------------- | ---------------- |
| 1   | Shōnen Yunichika (少年ユニチカ)                                                          | 7 stycznia 2021  |
| 2   | Saikō de saitei no Playmaker Saikō de saitei no Pureimeikā (最高で最低のプレイメイカー)  | 14 stycznia 2021 |
| 3   | Inu no mesen to Kirin no mesen (犬の目線とキリンの目線)                                  | 21 stycznia 2021 |
| 4   | Takaku, hayaku, tsuyoku (高く、はやく、強く)                                             | 28 stycznia 2021 |
| 5   | Stand by me Sutando bai mī (スタンド・バイ・ミー)                                        | 4 lutego 2021    |
| 6   | Warau King to nakimushi Jack Warau kingu to nakimushi jakku (笑うキングと泣き虫ジャック) | 11 lutego 2021   |
| 7   | Court o suberu Hero Kōto o suberu hīrō (コートを統べるヒーロー)                          | 18 lutego 2021   |
| 8   | Yunichika, sai shutsujin (ユニチカ、再出陣)                                              | 25 lutego 2021   |
| 9   | Jōshō to Dark Horse Jōshō to Dākuhōsu (常勝とダークホース)                               | 4 marca 2021     |
| 10  | Eiyū to tensai 1 (英雄と天才１)                                                          | 11 marca 2021    |
| 11  | Eiyū to tensai 2 (英雄と天才２)                                                          | 18 marca 2021    |
| 12  | Kassōro (滑走路)                                                                         | 25 marca 2021    |